# Bartis Ildikó Éva
Bartis Ildikó Éva (Marosvásárhely, 1945. március 20. –) romániai magyar színésznő.

## Életpályája
1967-ben diplomázott a marosvásárhelyi Szentgyörgyi István Színművészeti Intézetben. 1967–1970 között a sepsiszentgyörgyi társulat tagja volt. 1970–1991 között a Szatmárnémeti Északi Színház színésznője volt. 1991-ben Marosvásárhelyre szerződött. 2013-ban a Harag György Társulat örökös tagja lett.
Jórészt lírai szerepeinek sorát egyéni vállalkozásokkal, előadóestekkel gyarapítja.

## Színházi szerepei
- Révész Pál: Az aranyember – Timea
- Camoletti: Leszállás Párizsban – Janet
- Kányádi Sándor: Ünnepek háza – Ilona
- Örkény István: Különös házasság – Mária
- Katajev: A kör négyszögesítése – Ludmilla
- Stoenescu: Az utolsó vagány halála – Monţi
- Băieşu: Lábtörlő – Lonci
- Illés Endre: Aki szeretni gyáva – Vera
- Schönthan: A szabin nők elrablása – Etelka
- Kruczkowski: A kormányzó halála – Silvia
- Móricz Zsigmond: Nem élhetek muzsikaszó nélkül – Birike
- Karácsony Benő: Rút kiskacsa – Mariann
- Plautus: A hetvenkedő katona – Philocomasium
- Tărchilă: A csók – Ela Nestor
- Móricz Zsigmond: Légy jó mindhalálig – Nyilas Misi
- Moliere: Tartuffe – Elmira
- Molnár Ferenc: Egy, kettő, három – Lydia
- Everac: Vesekő – Camelia Străcşineanu
- Kiriţescu: Szarkafészek – Zamfira
- Miller: Bűnbeesés után – Felice
- Méhes György: Mi férfiak – Erika
- Scarpetta: Rongy és címer – Bettina
- Marton Lili: Taligás király – Hamupipőke
- Csehov: Három nővér – Natalja
- Popescu: A fiú, aki virágot hord a szájában – Nely
- Gyárfás Miklós: Egérút – Mari
- Osborne: Nézz vissza haraggal! – Alison Porter
- Majakovszkij: Gőzfürdő – Életképek szereplői
- Köntös-Szabó Zoltán: Lakon háza – 2. Nő
- Kocsis István: A megkoszorúzott – Jászai Mari
- Deák Tamás: Az estély – Fresia
- Karácsony Benő: Sohasem késő – Zsuzsa
- Sylvester Lajos: Gyanú – Zsuzsa
- Lovinescu: Rombadőlt fellegvár – Marie-Jeanne
- Fejes Endre: Jó estét nyár, jó estét szerelem – Ilona
- Baranga: Arcok és álarcok – Manuela
- Scribe: Egy pohár víz – Anna
- Brad: Kihallgatás a konzulnál – Első gyanúsított alelnök felesége
- Heltai Jenő: A tündérlaki lányok – Özvegy Bergné
- Şerban: Olimpia asszony panziója – Nana
- Méhes György: Egy roppat kényes ügy – Simléderné
- Fodor Sándor: Csipike – Madár
- Solomon: Fogócska – Lukrécia Borgia
- Gellért Sándor: Levelek Anna-Maijához –
- Örkény István: Kulcskeresők – Erika
- Kopit: Szárnyak –
- Dürrenmatt: Az öreg hölgy látogatása – Loby

## Előadóestjei
- Akiért a harang szól (1988)
- A bárány hatalma (1991)

## Díjai
- Erdős Irma-emlékgyűrű (2011)
- Harag György Társulat Örökös Tagja (2013)[4]